# Eritreischer Unabhängigkeitskrieg
Der Eritreische Unabhängigkeitskrieg war ein militärischer Konflikt, in dem es um die Unabhängigkeit der ehemaligen italienischen Kolonie Eritrea von Äthiopien ging.
Der Unabhängigkeitskrieg der eritreischen Separatisten (Eritreische Befreiungsfront und Eritreische Volksbefreiungsfront) begann 1961 und verschmolz ab 1974 mit dem äthiopischen Bürgerkrieg. Der Krieg selbst dauerte bis Mai 1991 an, als die äthiopische Diktatur unter der kommunistischen Arbeiterpartei Äthiopiens beendet und die Provinz Eritrea Teil des Gebietes der Übergangsregierung Äthiopiens wurde. Eritrea erhielt seine Unabhängigkeit dann letztlich auf friedlichem Wege. Nach einer erfolgreichen, nahezu einstimmigen Volksabstimmung wurde am 24. Mai 1993 der unabhängige Staat Eritrea ausgerufen.

## Hintergrund
Eritrea, das ehemalige Küstengebiet des Axumitischen Reiches und des Kaiserreichs Abessinien, war schon immer eine umkämpfte Zone. Vom 14. Jahrhundert an war die Küstenregion Eritreas zwischen Türken, Arabern, Äthiopiern, Portugiesen und Italienern umkämpft. Ab 1683 war Eritrea eine türkische Provinz (Habeş Eyaleti) innerhalb des Osmanischen Reiches. Nach 1881 setzten sich die Italiener in Eritrea fest und erklärten es 1890 zu ihrer Kolonie Italienisch-Eritrea. Von 1936 bis 1941 war die Kolonie Eritrea Teil von Italienisch-Ostafrika und wieder mit dem ehemaligen Kaiserreich Abessinien als italienische Besatzungszone vereinigt. Nach einem Beschluss der UN-Generalversammlung wurde die ehemalige italienische Kolonie als autonome Provinz Eritrea Äthiopien zugesprochen, das jedoch schrittweise die Selbstständigkeit des Teilstaates aufhob: Amharisch wurde anstelle von Tigrinya zur Amtssprache erhoben, die Regionalregierung am 20. Mai 1960 zur Verwaltungsbehörde herabgestuft und das Parlament zur Selbstauflösung gezwungen. Schließlich wurde Eritrea besetzt, annektiert und zur Provinz Eritrea umgewandelt.

## Ausbruch des Konflikts
Seit 1961 entwickelten sich separatistische Bestrebungen, die sich seit dem Sturz der Monarchie 1974 und der Errichtung eines marxistisch-leninistischen Herrschaftssystems in Äthiopien zum Aufstand gegen die äthiopische Zentralregierung ausweiteten. Die Unabhängigkeitsbewegung wurde zunächst getragen von der Eritreischen Befreiungsfront (ELF, gegründet 1960) und später vor allem von der mit ihr konkurrierenden marxistischen Eritreischen Volksbefreiungsfront (EPLF, gegründet 1970 als Abspaltung von der Eritreischen Befreiungsfront und 1977 umstrukturiert). Die äthiopische Armee verübte Massaker an der eritreischen Landbevölkerung, um die Befreiungsorganisationen von den Kämpfen abzuschrecken.

## Kampfhandlungen
Die Regierung des Kaiserreichs Abessinien erhielt zeitweise Unterstützung von israelischen und amerikanischen Truppen und Militärberatern, konnte die Befreiungsbewegungen aber nicht ausschalten. Weitere Unabhängigkeitsbewegungen entstanden, der Konflikt spitzte sich nach dem Sturz der Monarchie weiter zu. In zwei Bürgerkriegen von 1972 bis 1974 und von 1980 bis 1981 konnte sich schließlich die Eritreische Volksbefreiungsfront als einzige politische Kraft behaupten. Nachdem sich 1978 die EPLF in die Region um Sahel zurückgezogen hatte, führte der wieder auflebende Konflikt zwischen den beiden Gruppierungen zu einem Rückzug der ELF in das sudanesische Nachbarland. Mit Unterstützung kubanischer und sowjetischer Streitkräfte sowie logistischer Belieferung von der DDR und dem Südjemen versuchte die äthiopische Zentralregierung den Aufstand zu unterdrücken. Der äthiopischen Armee wurden der Einsatz von Splitterbomben und Napalm gegen zivile Ziele sowie der Einsatz von Giftgas vorgeworfen.
1987 erklärte die Regierung der Demokratischen Volksrepublik Äthiopien Eritrea zur autonomen Region, um den Konflikt politisch zu entschärfen. 1988 begann die EPLF ihre Offensive in Richtung Süden. 1989 begann die Eritreische Volksbefreiungsfront mit einer großangelegten Offensive gegen die äthiopischen Truppen. Mit Hilfe der äthiopischen Opposition und der Volksbefreiungsfront von Tigray konnten Anfang 1991 einige wichtige Siege über das äthiopische Militär gefeiert werden. Ihr bewaffneter Kampf gipfelte 1991 in der Eroberung der Stadt Assab, der letzten noch von Äthiopien besetzten Stadt. Am 24. Mai 1991 nahm die EPLF Eritreas Hauptstadt Asmara ein und beendete damit den Unabhängigkeitskrieg. Nach dem Zusammenbruch des kommunistischen Regierungssystems in Äthiopien 1991 setzte sich die Eritreische Volksbefreiungsfront, welche sich seit 1987 marktwirtschaftlichen Vorstellungen näherte, in ganz Eritrea durch und bildete eine Übergangsregierung.

## Anerkennung der Unabhängigkeit
Nach einem Referendum am 25. April 1993 wurde ohne Protest der äthiopischen Regierung die unabhängige Republik Eritrea ausgerufen. 1995 unterzeichneten Eritrea und Äthiopien ein Abkommen über die Bildung einer Freihandelszone. Äthiopien durfte zudem weiterhin die Eritreischen Hafenstädte als Hafen verwenden.

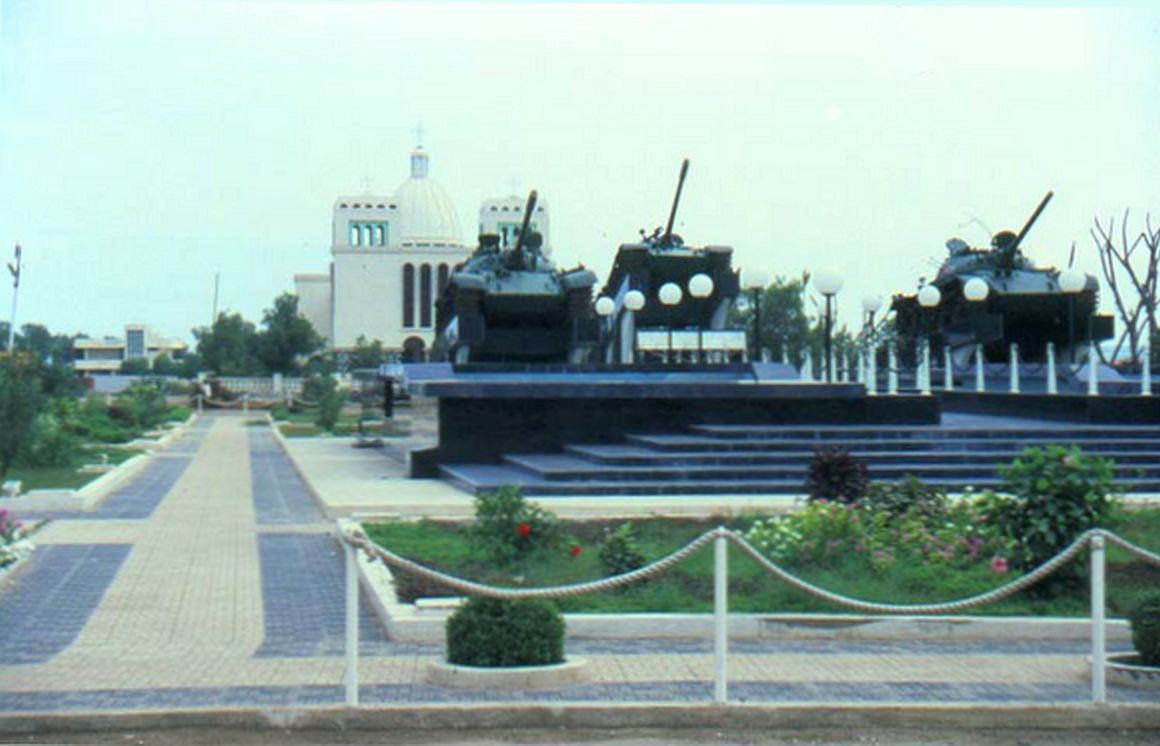
Kriegsgedenkviertel in Massaua

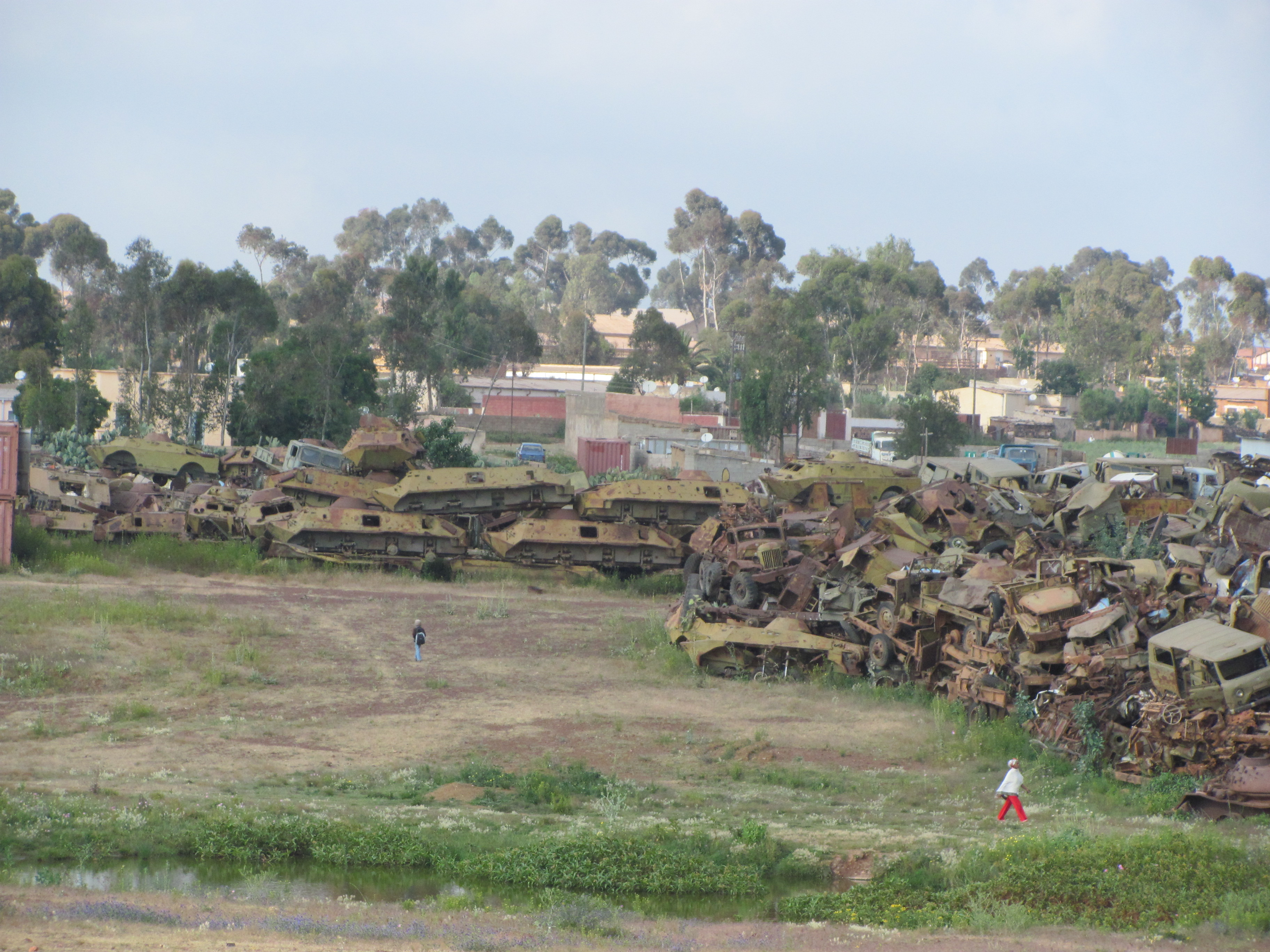
Deponie von Kriegsschrott vor den Toren von Asmara

| Region           | Stimmst du zu, dass Eritrea ein unabhängiger Staat werden soll? | Stimmst du zu, dass Eritrea ein unabhängiger Staat werden soll? | Stimmst du zu, dass Eritrea ein unabhängiger Staat werden soll? | Gesamt    |
| Region           | Ja                                                              | Nein                                                            | ungezählt                                                       | Gesamt    |
| ---------------- | --------------------------------------------------------------- | --------------------------------------------------------------- | --------------------------------------------------------------- | --------- |
| Asmara           | 128.443                                                         | 144                                                             | 33                                                              | 128.620   |
| Barka            | 4.425                                                           | 47                                                              | 0                                                               | 4.472     |
| Denkalia         | 25.907                                                          | 91                                                              | 29                                                              | 26.027    |
| Gash Setit       | 73.236                                                          | 270                                                             | 0                                                               | 73.506    |
| Hamasien         | 76.654                                                          | 59                                                              | 3                                                               | 76.716    |
| Akkele Guzay     | 92.465                                                          | 147                                                             | 22                                                              | 92.634    |
| Sahel            | 51.015                                                          | 141                                                             | 31                                                              | 51.187    |
| Semhar           | 33.596                                                          | 113                                                             | 41                                                              | 33.750    |
| Seraye           | 124.725                                                         | 72                                                              | 12                                                              | 124.809   |
| Senhit           | 78.513                                                          | 26                                                              | 1                                                               | 78.540    |
| Freiheitskämpfer | 77.512                                                          | 21                                                              | 46                                                              | 77.579    |
| Im Sudan         | 153.706                                                         | 352                                                             | 0                                                               | 154.058   |
| In Äthiopien     | 57.466                                                          | 204                                                             | 36                                                              | 57.706    |
| Andere Länder    | 82.597                                                          | 135                                                             | 74                                                              | 82.806    |
| Gesamt           | 1.060.260                                                       | 1.822                                                           | 328                                                             | 1.062.410 |
| %                | 99,79                                                           | 0,17                                                            | 0,03                                                            |           |